# 피라미드학

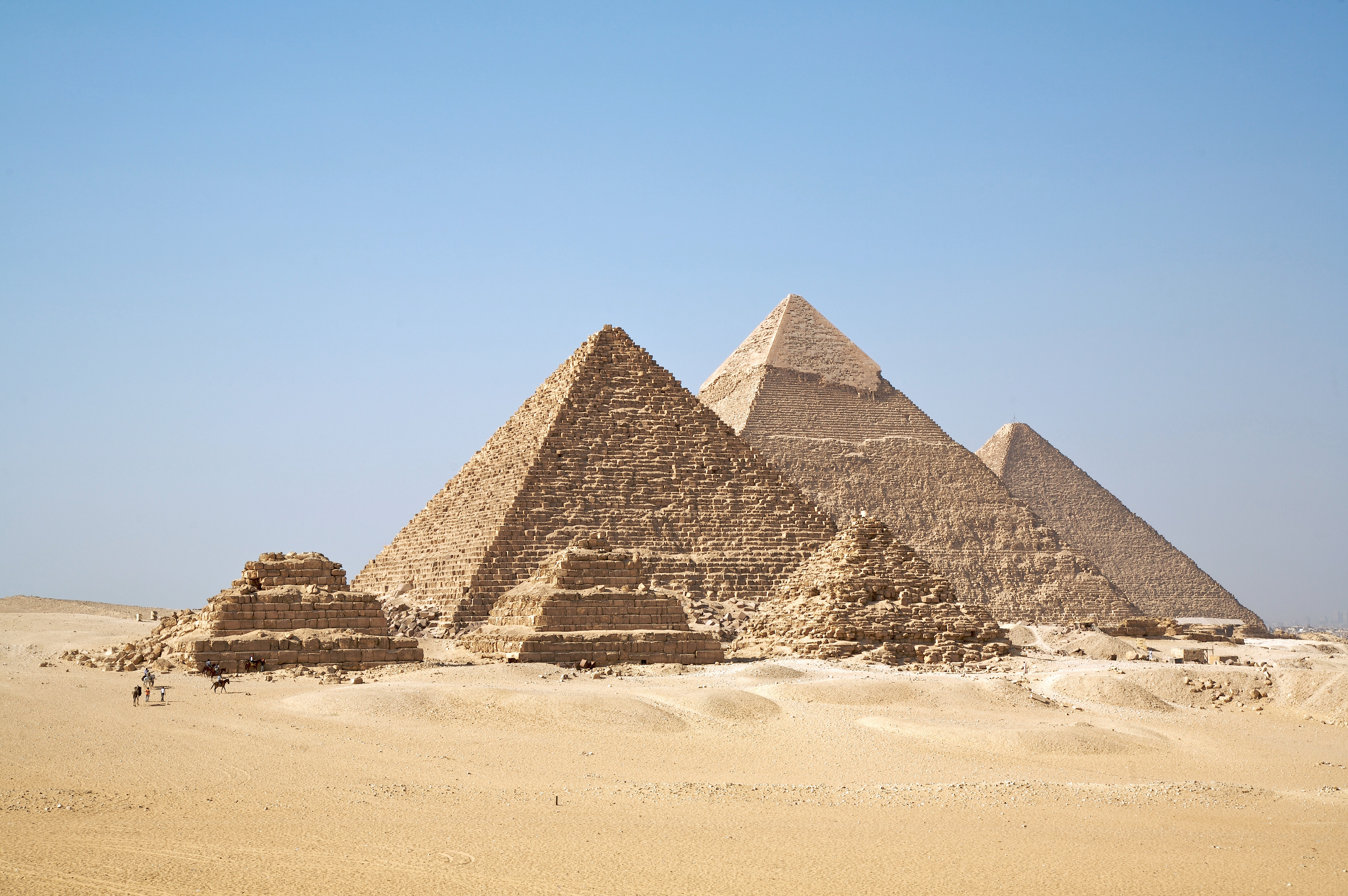
기자 피라미드

피라미드학(Pyramidology)은 피라미드와 기타 고대문명의 거대건축물에 대한 연구를 지칭한다. 특히 기자의 대피라미드에 관심이 많다. 다수의 피라미드 학자들은 마야, 잉카문명의 건물들과 앙코르와트 등에 관심을 가지고 있다.
피라미드학은 보통 사이비과학이나 음모론으로 간주된다. 피라미드학자들은 기자의 대피라미드가 이집트에서 모세의 출애급, 그리스도의 십자가에서의 죽음, 1차대전의 발발, 이스라엘의 건국 등을 예언했고 미래 최후의 전쟁등도 예언하고 있다 주장한다.
피라미드학에서는 각종 숫자의 조합으로 신비주의적인 이론을 맞추거나, 피라미드의 신비한 힘 등에 주목하며 각종 고고학적 성과를 활용해 다른 종류의 미스테리를 만들어내곤 한다.